# 6936 Cassatt
A 6936 Cassatt (ideiglenes jelöléssel 6573 P-L) a Naprendszer kisbolygóövében található aszteroida. Cornelis Johannes van Houten,  Ingrid van Houten-Groeneveld és Tom Gehrels fedezte fel 1960. szeptember 24-én.